# Mary Malahlela
Marie ou Mary Malahele-Xakana, née le 2 mai 1916 à Pietersburg en Union d'Afrique du Sud et morte le 8 mai 1981 à Sandton en Afrique du Sud, présidente du Roodepoort School Board, est la première femme noire sud-africaine de profession médecin (acquis en 1947).

## Biographie

### Origines et formation
Mary Susan Makobatjatji Malahlela est née à Pietersburg (actuel Polokwane) dans le nord de la province du Transvaal (actuel Limpopo) en Afrique du Sud. Son père est Thadius Chweu Malahlela, converti à la religion chrétienne. Celui-ci est chassé de sa maison pour avoir refusé de faire mourir des enfants jumeaux, les jumeaux étant considérés comme une malédiction. 
Elle étudie dans un établissement de l'église méthodiste à Juliwe, près de Johannesbourg,  fréquente ensuite l'Université de Fort Hare, et en 1941, reçoit une bourse pour étudier la médecine à l'Université du Witwatersrand.
En 1947, Mary Malahlela est diplômée de l'école de médecine et s'enregistre en tant que médecin, devenant la première femme noire de cette profession en Afrique du Sud. 

### Carrière professionnelle
Mary Malahlela ouvre un cabinet privé à Kliptown, puis à Mofolo Sud. À la suite de la mise en œuvre du Group Areas Act, elle travaille à la clinique de Dobsonville,,,.
Elle meurt en 1981, âgée de 65 ans, après une crise cardiaque, en faisant du bénévolat avec Nthato Motlana en milieu rural à Sandton, en banlieue de Johannesburg.

## Engagements
Malahlele est l'une des fondatrices d'une section de la Young Women's Christian Association (YWCA) en Afrique du Sud, et participe à la lutte anti-apartheid. Elle est membre du Mouvement des femmes pour la paix (Women's Peace Movement), membre de l'Université de Fort Hare, et présidente du Roodepoort School Board.

### Reconnaissance posthume
En 2015, Malahlele se voit décerner à titre posthume l'Ordre du Baobab pour son rôle pionnier dans la carrière médicale des femmes noires. La même année, l'Université de Witwatersrand érige une plaque en sa mémoire.